# Герб Трубиць
Герб Трубиць — офіційний символ села Трубиці, Рівненського району Рівненської області, затверджений 28 листопада 2024 р. рішенням сесії Костопільської міської ради. 
Автор — А. Гречило та Ю. Терлецький.

## Опис герба
У синьому полі золотий перев'яз ліворуч, на якому синя труба-горн, розтрубом догори, обабіч перев'язу — по срібній квітці латаття із золотим осердям.
Щит увінчано золотою сільською короною з колосків, що вказує на статус села.

## Значення символів
Труба-горн є асоціативним символом, який вказує на назву поселення. Дві квітки латаття означають два ставки, які розташовані в селі. 
Щит увінчано золотою сільською короною з колосків, що вказує на статус села.